# Vallenay
Vallenay là một xã thuộc tỉnh Cher trong vùng Centre-Val de Loire miền trung Pháp.

## Dân số
| 1962                                | 1968 | 1975 | 1982 | 1990 | 1999 | 2006 |
| ----------------------------------- | ---- | ---- | ---- | ---- | ---- | ---- |
| 963                                 | 1009 | 1021 | 833  | 857  | 709  | 712  |
| Từ năm 1962 Dân số không tính trùng |      |      |      |      |      |      |